# Julpyramid

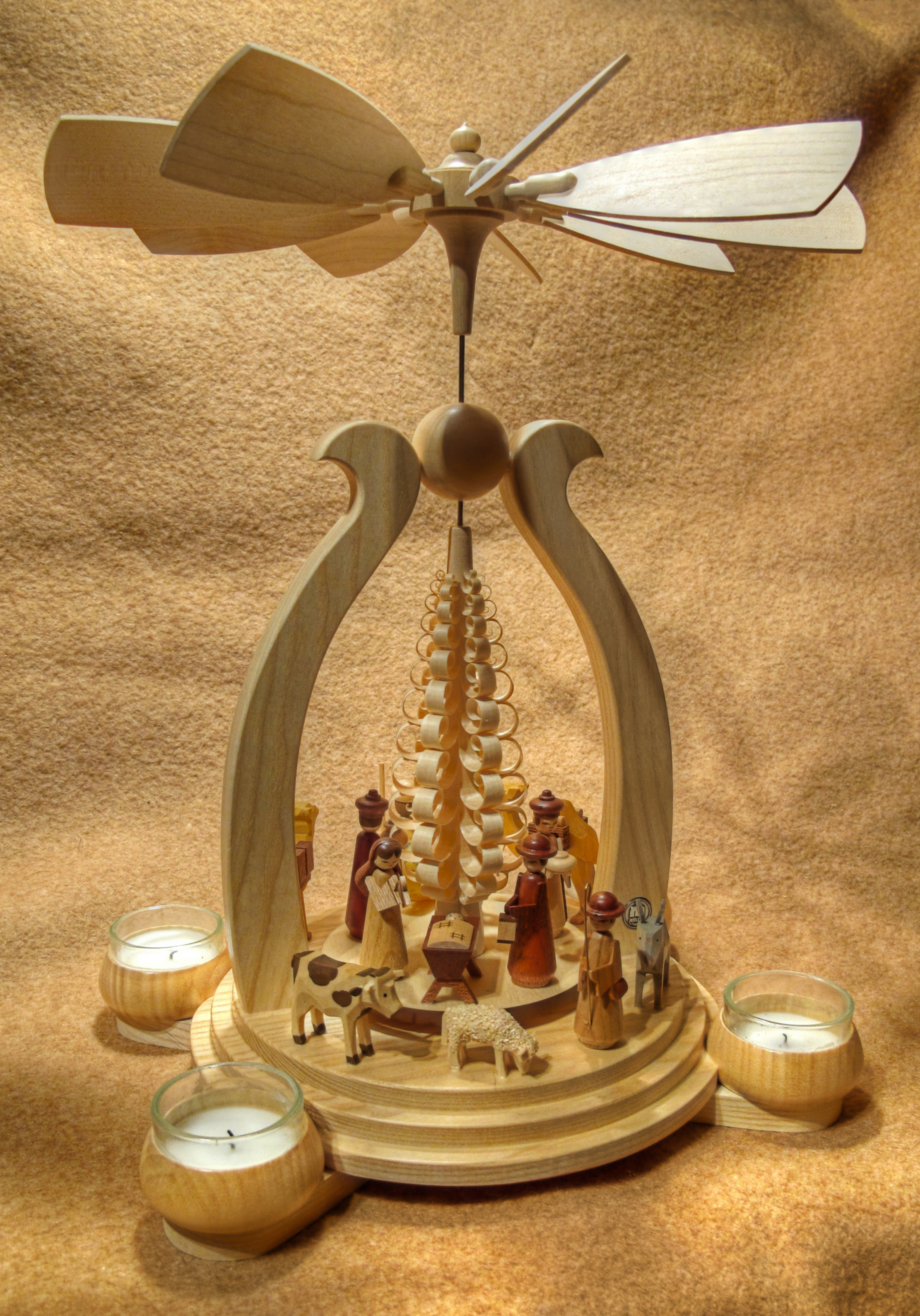
Enklare julpyramid med julkrubba.

Julpyramid (tyska: Weihnachtspyramide) är en juldekoration som har ungefär samma princip som ett änglaspel. Grundformen liknar mer eller mindre en pyramid med en lodrätt roterande axel i mitten och på axelns topp är vingar fästade liksom hos en väderkvarn. Vid axelns fot eller i flera våningar finns skivor som roterar liksom en karusell med axeln. På skivorna står figurer av olika slag som till exempel kristna motiv (bland annat ängel och framställningar av Jesu födelse) eller gruvarbetare och personer och djur som hittas i skogen. Julpyramiden är ett fast element i folkloren i det tyska bergsområdet Erzgebirge, där den förekommer i olika storlekar för inomhus- eller utomhusbruk. Exemplar för inomhusbruk drivs vanligen med levande ljus som står vid pyramidens hörn. Utomhus har de vanligen en elmotor inbyggd.